# Dwergtinamoe
De dwergtinamoe (Taoniscus nanus) is een vogel uit de familie tinamoes (Tinamidae). De wetenschappelijke naam van de soort is voor het eerst geldig gepubliceerd in 1815 door Coenraad Jacob Temminck.

## Beschrijving
De dwergtinamoe wordt ongeveer 13 tot 16 cm lang. Hij heeft een grijsbruine keel, een zwarte kruin en bruingestreepte buik.

## Voedsel
De dwergtinamoe eet vooral zaden van grassen, termieten en andere insecten.

## Voorkomen en leefgebied
De soort komt voor in het zuidoosten van Brazilië en het noordoosten van Argentinië. Het leefgebied bestaat uit natuurlijke graslanden met verspreid staand struikgewas. De dwergtinamoe leeft onder andere in de Serra da Canastra, het Braziliaanse nationaal park Chapada dos Veadeiros en het Tocantins staatspark Jalapão.

## Beschermingsstatus
De grootte van de populatie werd in 2019 door BirdLife International geschat op 2.500 tot 10.000 individuen en de populatie-aantallen nemen af door habitatverlies. Het leefgebied wordt aangetast door intensief, gemechaniseerd, agrarisch gebruik, beweiding, teelt van exotische grassoorten, ontbossing door afbranden en het gebruik van insecticides. Om deze redenen staat deze soort als bedreigd op de Rode Lijst van de IUCN.